# 555802 Chengyen
555802 Chengyen este o planetă minoră (asteroid) din centura de asteroizi. A fost descoperită pe 6 iunie 2007 la Lulin Observatory⁠(d) de . 
Obiectul prezintă o orbită caracterizată de o semiaxă mare de 2,3620945375086 UAi, o excentricitate de 0,21736962852948, o înclinație de 3,2463387359793 ° în raport cu ecliptica.